# Космические лучи

Дифференциальный энергетический спектр космических лучей носит степенной характер (в дважды логарифмическом масштабе — наклонная прямая) (минимальные энергии — жёлтая зона, солнечная модуляция; средние энергии — синяя зона, ГКЛ; максимальные энергии — пурпурная зона, внегалактические КЛ)

Косми́ческие лучи́ — элементарные частицы, фотоны и ядра атомов, движущиеся с высокими энергиями в космическом пространстве.

## Основные сведения
Физику космических лучей принято считать частью физики высоких энергий и физики элементарных частиц.
Физика космических лучей изучает:
- процессы, приводящие к возникновению и ускорению космических лучей;
- частицы космических лучей, их природу и свойства;
- явления, вызванные частицами космических лучей в космическом пространстве, атмосфере Земли и планет.

Изучение потоков высокоэнергетичных заряженных и нейтральных космических частиц, попадающих на границу атмосферы Земли, является важнейшей экспериментальной задачей.
Космические лучи могут возникать:
- вне нашей Галактики;
- в нашей Галактике;
- на Солнце;
- в межпланетном пространстве.

Первичными принято называть внегалактические, галактические и солнечные космические лучи.
Вторичными космическими лучами принято называть потоки частиц, возникающих под действием первичных космических лучей в атмосфере Земли и регистрирующихся на поверхности Земли.
Космические лучи являются составляющей естественной радиации (фоновой радиации) на поверхности Земли и в атмосфере.
До развития ускорительной техники космические лучи служили единственным источником элементарных частиц высокой энергии. Так, позитрон и мюон были впервые найдены в космических лучах.
Диапазон энергий частиц в космических лучах велик — от 106 эВ до 5⋅1021 эВ.
По количеству частиц космические лучи на 92 % состоят из протонов, на 6 % — из ядер гелия, около 1 % составляют более тяжёлые элементы, и около 1 % приходится на электроны. При изучении источников космических лучей вне Солнечной системы протонно-ядерная компонента в основном обнаруживается по создаваемому ею потоку гамма-лучей орбитальными гамма-телескопами, а электронная компонента — по порождаемому ею синхротронному излучению, которое приходится на радиодиапазон (в частности, на метровые волны — при излучении в магнитном поле межзвёздной среды), а при сильных магнитных полях в районе источника космических лучей — и на более высокочастотные диапазоны. Поэтому электронная компонента может обнаруживаться и наземными астрономическими инструментами.
Традиционно частицы космических лучей делят на следующие группы: p {\displaystyle (Z=1),} α {\displaystyle (Z=2),} L {\displaystyle (Z=3...5),} M {\displaystyle (Z=6...9),} H {\displaystyle (Z\geqslant 10),} VH {\displaystyle (Z\geqslant 20)} (соответственно, протоны, альфа-частицы, лёгкие, средние, тяжёлые и сверхтяжёлые). Особенностью химического состава первичного космического излучения является аномально высокое содержание ядер группы L (литий, бериллий, бор) по сравнению с составом звёзд и межзвёздного газа. Данное явление объясняется тем, что механизм генерации космических частиц в первую очередь ускоряет тяжёлые ядра, которые при взаимодействии с протонами межзвёздной среды распадаются на более лёгкие ядра. Данное предположение подтверждается тем, что космические лучи обладают очень высокой степенью изотропии.

## История физики космических лучей
Впервые указание на возможность существования ионизирующего излучения внеземного происхождения было получено в начале XX века в опытах по изучению проводимости газов. Обнаруженный спонтанный электрический ток в газе не удавалось объяснить ионизацией, возникающей от естественной радиоактивности Земли. Наблюдаемое излучение оказалось настолько проникающим, что в ионизационных камерах, экранированных толстыми слоями свинца, всё равно наблюдался остаточный ток. В 1911—1912 годах был проведён ряд экспериментов с ионизационными камерами на воздушных шарах. Гесс обнаружил, что излучение растёт с высотой, в то время как ионизация, вызванная радиоактивностью Земли, должна была бы падать с высотой. В опытах Кольхерстера было доказано, что это излучение направлено сверху вниз.
В 1921—1925 гг. американский физик Милликен, изучая поглощение космического излучения в атмосфере Земли в зависимости от высоты наблюдения, обнаружил, что в свинце это излучение поглощается так же, как и гамма-излучение ядер. Милликен первым и назвал это излучение космическими лучами.
В 1925 году советские физики Л. Р. Тувим и Л. В. Мысовский провели измерение поглощения космического излучения в воде: оказалось, что это излучение поглощалось в десять раз слабее, чем гамма-излучение ядер. Мысовский и Тувим обнаружили также, что интенсивность излучения зависит от барометрического давления — открыли «барометрический эффект». Опыты Д. В. Скобельцына с камерой Вильсона, помещённой в постоянное магнитное поле, дали возможность «увидеть», за счёт ионизации, следы (треки) космических частиц. В 1938 году Пьер Оже  открыл ливни космических частиц.
Эксперименты в космических лучах позволили сделать ряд принципиальных для физики микромира открытий: 
в 1932 году Андерсон открыл в космических лучах позитрон; 
в 1937 году Андерсоном и Неддермейером были открыты мюоны и указан тип их распада; 
в 1947 году открыли π-мезоны; 
в 1955 году в космических лучах установили наличие К-мезонов, а также и тяжёлых нейтральных частиц — гиперонов.
Квантовая характеристика «странность» появилась в опытах с космическими лучами. Эксперименты в космических лучах поставили вопрос о сохранении чётности, обнаружили процессы множественной генерации частиц в нуклонных взаимодействиях, позволили определить величину эффективного сечения взаимодействия нуклонов высокой энергии.
Появление космических ракет и спутников привело к новым открытиям — обнаружению радиационных поясов Земли (февраль 1958 г., Ван Аллен и, независимо от него, июль того же года, С. Н. Вернов и А. Е. Чудаков), и позволило создать новые методы исследования галактического и межгалактического пространств.

## Потоки высокоэнергичных заряженных частиц в околоземном космическом пространстве
В околоземном космическом пространстве (ОКП) различают несколько типов космических лучей. К стационарным принято относить галактические космические лучи (ГКЛ), частицы альбедо и радиационный пояс. К нестационарным — солнечные космические лучи (СКЛ).

### Галактические космические лучи (ГКЛ)
Галактические космические лучи (ГКЛ) состоят из ядер различных химических элементов с кинетической энергией Е более нескольких десятков МэВ/нуклон, а также электронов и позитронов с Е > 10 МэВ. Эти частицы приходят в межпланетное пространство из межзвёздной среды. 
Наиболее вероятными источниками космических лучей считаются вспышки сверхновых звёзд и образующиеся при этом пульсары. Электромагнитные поля пульсаров ускоряют заряженные частицы, которые затем рассеиваются на межзвёздных магнитных полях. Возможно, однако, что в области Е < 100 МэВ/нуклон частицы образуются за счёт ускорения в межпланетной среде частиц солнечного ветра и межзвёздного газа. Дифференциальный энергетический спектр ГКЛ носит степенной характер.

### Вторичные частицы в магнитосфере Земли:радиационный пояс, частицы альбедо
Внутри магнитосферы, как и в любом дипольном магнитном поле, есть области, недоступные для частиц с кинетической энергией E меньше критической. Те же частицы с энергией E < Eкр, которые всё-таки уже там находятся, не могут эти области покинуть. Эти запрещённые области магнитосферы называются зонами захвата. В зонах захвата дипольного (квазидипольного) поля Земли действительно удерживаются значительные потоки захваченных частиц (прежде всего, протонов и электронов).
В околоземном пространстве можно выделить две торообразные области, расположенные в экваториальной плоскости примерно на расстоянии от 300 км (в зоне БМА) до 6000 км (внутренний РПЗ) и от 12 000 км до 40 000 км (внешний РПЗ). Основным наполнением внутреннего пояса являются протоны с высокими энергиями от 1 до 1000 МэВ, а внешнего — электроны.
Максимум интенсивности протонов низких энергий расположен на расстояниях L ~ 3 радиусов Земли от её центра. Малоэнергичные электроны заполняют всю область захвата. Для них нет разделения на внутренний и внешний пояса. Поток протонов во внутреннем поясе довольно устойчив во времени.
Процесс взаимодействия ядер первичного космического излучения с атмосферой сопровождается возникновением нейтронов. Поток нейтронов, идущий от Земли (нейтроны альбедо), беспрепятственно проходит сквозь магнитное поле Земли. Поскольку нейтроны нестабильны (среднее время распада ~900 с), часть из них распадается в зонах, недоступных для заряженных частиц малых энергий. Таким образом, продукты распада нейтронов (протоны и электроны) рождаются прямо в зонах захвата. В зависимости от энергии и питч-углов эти протоны и электроны могут либо оказаться захваченными, либо покинуть эту область.
Частицы альбедо — это вторичные частицы, отражённые от атмосферы Земли. Нейтроны альбедо обеспечивают радиационный пояс протонами с энергией до 10³ МэВ и электронами с энергией до нескольких МэВ.

### Солнечные космические лучи
Солнечными космическими лучами (СКЛ) называются энергичные заряженные частицы — электроны, протоны и ядра, — инжектированные Солнцем в межпланетное пространство. Энергия СКЛ простирается от нескольких кэВ до нескольких ГэВ. В нижней части этого диапазона СКЛ граничат с протонами высокоскоростных потоков солнечного ветра. Частицы СКЛ появляются вследствие солнечных вспышек. Впервые за пределами земной атмосферы вспышка СКЛ была зарегистрирована аппаратурой искусственного спутника Земли «Спутник-3» как результат солнечной хромосферной вспышки 7 июля 1958 года.

## Космические лучи сверхвысоких энергий
см. Ultra-high-energy cosmic ray, UHECR)
Энергия некоторых частиц (например, частицы «Oh-My-God») превышает предел ГЗК (Грайзена — Зацепина — Кузьмина) — теоретический предел энергии для космических лучей 5⋅1019 эВ, вызванный их взаимодействием с фотонами реликтового излучения. Несколько десятков таких частиц за год было зарегистрировано обсерваторией AGASA.
Частицы сверхвысоких энергий чрезвычайно редки, природа их появления пока не понятна и не имеет достаточно обоснованного научного объяснения.
- Частица Oh-My-God (320 ЭэВ), обнаруженная в 1991 году, — самая энергичная из когда-либо зарегистрированных;
- частица с энергией 280 ЭэВ, обнаруженная в 2001 году[12];
- третья по энергии частица (244 ЭэВ), получившая собственное имя в честь богини Аматэрасу и зарегистрированная в 2021 году.

Также в 2021 году в ходе поисков, проводившихся с 1990-х годов, коллаборацией Tibet ASγ с помощью антенного массива площадью 70 000 м² и подземных мюонных детекторов, расположенных на Тибетском плато на высоте 4200 метров, были зарегистрированы гамма-кванты с энергией почти в один петаэлектронвольт (1015 эВ); всего было обнаружено 23 частицы. Предположительно такое излучение образуется в результате прохождения излучения от самых мощных внегалактических источников через межзвёздный газ Млечного Пути, так как направления прилёта зарегистрированных гамма-квантов имели диффузный (пространственно рассеянный) характер.

## Регистрация космических лучей
Долгое время после открытия космических лучей методы их регистрации не отличались от методов регистрации частиц в ускорителях, чаще всего — газоразрядные счётчики или ядерные фотографические эмульсии, поднимаемые в стратосферу или в космическое пространство. Но данный метод не позволяет вести систематические наблюдения частиц с высокой энергией, так как они появляются достаточно редко, а пространство, в котором такой счётчик может вести наблюдения, ограничено его размерами.
Современные обсерватории используют другие принципы регистрации космических лучей. Когда высокоэнергетичная частица входит в атмосферу, она, взаимодействуя с атомами воздуха на первых 100 г/см², рождает целый шквал частиц, в основном пионов и мюонов, которые, в свою очередь, рождают другие частицы, и так далее. Образуется конус из частиц, который называют ливнем. Такие частицы двигаются со скоростью, превышающей скорость света в воздухе, благодаря чему возникает черенковское свечение, регистрируемое телескопами. Такая методика позволяет следить за областями неба площадью в сотни квадратных километров.

## Значение для космических полётов

### Визуальный феномен космических лучей
Космонавты МКС, когда закрывают глаза, не чаще, чем раз в 3 минуты, видят вспышки света, возможно, это явление связано с воздействием частиц высоких энергий, попадающих в сетчатку глаза. Однако экспериментально это не подтверждено, возможно, что этот эффект имеет под собой исключительно психологические основы.

### Радиация
Длительное воздействие космической радиации способно очень негативно отразиться на здоровье человека. Для дальнейшей экспансии человечества к иным планетам Солнечной системы следует разработать надёжную защиту от подобных опасностей — учёные из России и США уже ищут способы решения этой проблемы.